# Paul Ratcliffe
Paul Ratcliffe (Salford, 12 novembre 1973) è un ex canoista britannico.

## Palmarès

### Olimpiadi
- 1 medaglia:
  - 1 argento (Sydney 2000 nel K-1)

### Mondiali
- 3 medaglie:
  - 1 oro (Três Coroas 1997 nel K-1 a squadre)
  - 2 bronzi (Três Coroas 1997 nel K-1; La Seu d'Urgell 1999 nel K-1)

### Europei
- 2 medaglie:
  - 2 ori (Roudnice nad Labem 1998 nel K-1; Bratislava 2002 nel K-1)